# Hashártya

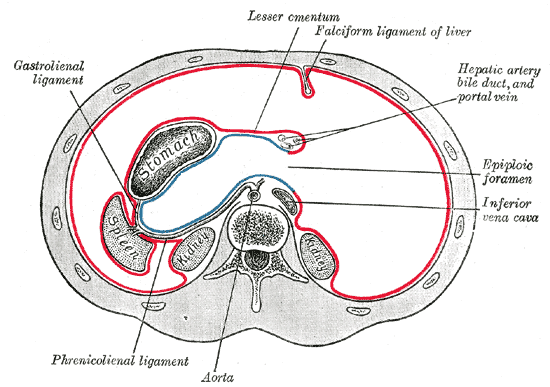
A hasüreg máj alatti részének sémás keresztmetszete a hashártya ábrázolásával

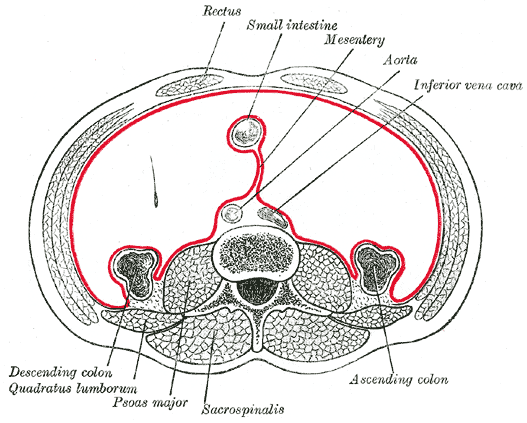
A hasüreg középső részének sémás keresztmetszete a hashártya ábrázolásával

A hashártya (peritoneum) a hasüregben található savós hártya, amelynek fali (peritoneum parietale) és a (zsigereket borító) zsigeri lemeze (peritoneum viscerale) van, a két lemez között egy - normális esetben - néhány csepp síkosító folyadékot tartalmazó résszerű üreg, (cavum peritonei) található. (Ezek az anatómiai viszonyok drámaian megváltozhatnak kóros körülmények, pl. keringési rendellenességek vagy gyulladások, ritkábban daganatok következtében.) A hashártyának élettanilag és kórtanilag is igen fontos képződményei vannak. Ilyenek az egyes szerveket rögzítő kettőzetei, mint a kiscseplesz (omentum minus), ennek igen fontos képződményeket tartalmazó része (ligamentum hepatoduodenale), a hasűri szerveket rögzítő, egyben vérellátását, idegellátását és nyirokelvezetését biztosító hashártyakettőzetek (mesenterium, mesocolon stb.) A hashártya rendkívül nagy, és hatékony felszívófelület is képez, aminek nagy a kórtani jelentősége, ugyanakkor bizonyos esetekben gyógyászati célokra is felhasználható. (pl. Peritoneális dialízis)
A hasi sebészeti gyakorlatban alapvetően fontos, hogy a műtött részek hashártyafedettségét biztosítsák, mert enélkül a gyógyulás nem következik be.

## Betegségei
Gyulladásai - bármilyen eredetűek - súlyosan életveszélyes állapotot jelentenek.
Daganatai - talán leginkább az összes savós hártyák közül - rendkívül kitett a közvetlenül ráterjedő, vagy távolabbi áttétekből származó rosszindulatú daganatoknak.

## Megjegyzés
Mivel a hasűri szervek nélkül tárgyalása csak nagyon hiányos lehetne, ezért részleteiben a Hasüreg szócikkben kerül kifejtésre.